# Star Gladiator: I - Final Crusade
Star Gladiator: I - Final Crusade est un jeu vidéo de  combat développé et édité par Capcom en juin 1996 sur système d'arcade ZN-1. C'est le premier jeu de la série Star Gladiator,.

## Personnages
Hayato Kanzaki : Le héros du jeu, il s'agit d'un humain utilisant un simple "couteau" laser (le bruit de son activation en debut est tres similaire au bruit d'un Sabre Laser issu de l'univers de Star Wars) qu'il peut allonger afin d'en améliorer la portée. Personnage polyvalent, il a de bonnes attaques.
June Lin Milliam : June utilise un chakram laser, et la majorité de ses coups sont à utiliser en combat très rapproché.
Saturn Dyer : Un extra-terrestre de couleur verte, qui utilise des yoyos laser qui ont une portée assez variable suivant les coups utilisés, et peut donner du fil à retordre à un adversaire qui ne connait pas sa véritable portée.
Gamof Gohgry : Un extra-terrestre qui ressemble à un ours avec une bande de munitions (rappelant Chewbacca de Star Wars). Il utilise une hache laser, plus lent que ses congénères dans l'exécution de ses combos.
Franco Gerelt : Un humain escrimeur à queue de cheval, tel un fier hidalgo espagnol. Il utilise un fleuret laser. Ses coups sont d'une grande finesse et d'une précision extreme, a des combos ravageurs et extrêmement longs qui compensent la relative faiblesse de ses coups.
Vector : Un robot de l'armée de Bilstein. Il utilise un fusil laser. La plupart de ses attaques sont au corps à corps, mais il peut tout de même tirer à distance, et peut même lacher des laser plus puissant en forme de X qui partent de sa tête en exécutant certains combos.
Rimgal : Un dinosaure qui utilise une canne avec un crâne (capable de parer des armes laser). Il a des combos redoutables, peut cracher du feu, et même faire saigner vector le robot.
Zelkin Fiskekrogen : Un humanoide alien qui ressemble à un oiseau. Zelkin a un grand avantage sur ses adversaires : il peut voler (pendant quelques secondes) et effectuer de redoutables attaques depuis l'air. De même grâce à ça il peut effectuer de sacrées esquives en cas de coup dur. Il utilise une griffe laser. Ses combos sont moins évident à exécuter car il a déjà pas mal d'avantages.
Gore Gajah : L'assistant du Dr. Bilstein. Gore est un cerveau sur pattes (littéralement au lieu d'une tête il y a son cerveau). Il se bat avec une canne laser. Ce personnage a de multiples combos et capacités, ce qui en fait un personnage redoutable. Il peut notamment faire sortir des bulles d'acide de sa canne, pétrifier ses adversaires, ou devenir géant.
Dr. Edward Bilstein : Le boss de fin du jeu. Utilise une énorme épée laser. Vraiment très puissant et très réactif.
Kappah Nosuke : Personnage caché qui apparait de temps en temps, souvent à la place de saturn. Il ressemble aux Kappa des légendes japonaises.

## Portage
- PlayStation : 1996

## Série
1. Star Gladiator: I - Final Crusade
2. Plasma Sword: Nightmare of Bilstein : 1998, ZN-2